# Президентски избори в САЩ (1960)
Президентските избори в САЩ през 1960 г. се състоят на 8 ноември 1960 г. и са за мандата, започващ на 20 януари 1961 и завършващ на 20 януари 1965. Заемащият поста президент, републиканецът Дуайт Айзенхауер, не може да се канидатира за трети мандат според 22-рата поправка на Конституцията на САЩ. Републиканската партия номинира Ричард Никсън, вицепрезидентът на Айзенхауер, а Демократическата партия номинира Джон Ф. Кенеди, сенатор от Масачузетс. Кенеди е избран с преднина от 112 827 гласа или 0,16% от народния глас, които му дават победа с 303 на 219 гласа в Избирателната колегия, най-малката преднина от президентските избори през 1916 г..
Кенеди печели от това, че има икономическа рецесия, която засяга управляващите републиканци и има предимство от 17 милиона повече регистрирани демократи, отколкото републиканци. Новите гласове, които Кенеди печели сред католиците почти неутрализират новите гласове, които Никсън печели сред протестантите. Уменията на Кенеди да води кампания надминават тези на Никсън. В крайна сметка наблягането от страна на Никсън на опита е от малко значение и той хаби енергия като води кампания във всичките 50 щата вместо да се концентрира върху суинг щатите. Кенеди използва голямата си, добре финансирана кампания, за да спечели номинацията, да си осигури подкрепата на политици, вестници и известни личности, и с помощта на последните от босовете от големите градове да изкара гласоподавателите в големите градове. Той използва добре телевизията и разчита на кандидата за вицепрезидент Линдън Джонсън да задържи Юга.

## Номинации

### Демократическа партия
Демократически кандидати
- Джон Ф. Кенеди, сенатор от Масачузетс
- Линдън Джонсън, сенатор и водач на мнозинството от Тексас
- Стюърт Симингтън, сенатор от Мисури
- Адлай Стивънсън, бивш губернатор от Илинойс
- Хюбърт Хъмфри, сенатор от Минесота
- Уейн Морс, сенатор от Орегон

Основните кандидати за демократическата номинация през 1960 г. са Кенеди, губернаторът на Калифорния Пат Браун, сенатор Стюарт Симингтън от Мисури, сенатор Линдън Джонсън от Тексас, бившият губернатор на Илинойс Адлай Стивинсън, сенатор Уейн Морс от Орегон и сенатор Хюбърт Хъмфри от Минесота
Кенеди първоначално е преследван от твърдения от някои старши членове на партията (като бившия президент Хари Труман, който подкрепя Симингтън), че е твърде млад и неопитен да бъде президент; според тези критици той трябва да се съгласи да бъде кандидат за вицепрезидент на друг демократ. Осъзнавайки, че това е стратегия, натрапвана от някои от опонентите му, за да не го вземе обществото насериозно, Кенеди заявява прямо, „Аз не съм кандидат за вицепрезидент, аз съм кандидат за президент“.
Следващата стъпка е първичните избори. Кенеди побеждава сен. Хъмфри в Уисконсин. В Окръг Колумбия Хъмфри побеждава Морс. Кенеди също побеждава Морс в изборите в Мериленд и Орегон. Кампанията на Хъмфри е зле структурирана в сравнение с отбора на Кенеди. Привлекателните сестри на Кенеди, братята му и съпругата му Жаклин кръстосват щата в търсене на гласове, което кара Хъмфри да се оплаче че „се чувства като независим търговец, конкуриращ се с верига магазини“. Първият дебат по телевизията е успешен за Кенеди като побеждава Хъмфри с над 60% от избора.

#### Демократическа конвенция
Демократическата конвенция се състои в Лос Анджелис, Калифорния. В седмицата преди да започне конвенцията Кенеди получава двама нови съперника, когато Линдън Джонсън, силният лидер на мнозинството в сената и Адлай Стивънсън, кандидат на партията през 1952 и 1956 срещу Айзенхауер, официално обявяват кандидатурите си (и двамата са работили частно за номинацията за известно време). Обаче нито Джонсън, нито Стивънсън не може да се мери с талантливия и високоефективен тим на Кенеди, воден от Робърт Кенеди. Джонсън предизвиква Кенеди на телевизионен дебат пред съвместна сесия на делегациите на Тексас и Масачузетс. Кенеди приема. Повечето наблюдатели чувстват, че Кенеди печели дебата и Джонсън не съумява да спечели подкрепа извън Юга. Фактът, че Стивънсън не обявява публично кандидатурата си до седмицата на конвенцията означава, че много либерални кандидати, които е можело да го подкрепят вече са обещали на Кенеди и Стивънсън – въпреки енергичната подкепа на бившата първа дама Елинор Рузвелт – не успява да наруши лоялността им към Кенеди. Кенеди печели номинацията при първото гласуване.
След това в ход, който изненадва мнозина, Кенеди предлага на Джонсън да бъде кандидат за вицепрезидент. Има много спорове относно подробностите на номинацията на Джонсън – защо е предложена и защо той се съгласява да приеме. Някои историци предполагат, че Кенеди всъщност е искал някой друг (като сенаторите Стюарт Симинтън или Хенри Джаксън) да бъде кандидат за вицепрезидент и че е предложил номинацията на Джонсън само като любезност към силния лидер на мнозинството. Според тази теория Кенеди е бил изненадан, че Джонсън се е съгласил да бъде на второ място на бюлетината. Друга свързана история е, че след като Джонсън приема предложението Робърт Кенеди отива в хотелския апартамент на Джонсън, за да го притисне да откаже. Джонсън е засегнат, че „братът-хлапе на JFK“ безочливо ще му казва да не бъде на бюлетината. В отговор на тази остра конфротация с Робърт Кенеди, Джонсън се обажда на JFK, за да потвърди, че вицепезидентската номинация е негова; JFK твърди, че неговият брат „не знае за скорошни развития“ и ясно заявява, че иска Джонсън за вицепрезидент. И Джонсън и Робърт Кенеди са толкова огорчени от тази схватка, че започват яростна лична и политическа вражда, която има сериозни последствия за Демократическата партия през 1960-те години.
| Джон Ф. Кенеди   | 806  |
| Линдън Джонсън   | 409  |
| Стюарт Симингтън | 86   |
| Адлай Стивънсън  | 79.5 |
| Робърт Мейнър    | 43   |
| Хюбърт Хъмфри    | 41   |
| Джордж Сматърс   | 30   |
| Пат Браун        | 1    |
| ---------------- | ---- |

### Републиканска партия
- Вицепрезидентът Ричард Никсън от Калифорния
- Губернатор Нелсън Рокфелер от Ню Йорк
- Сенатор Бари Голдуотър от Аризона

С ратификацията на 22-рата поправка на Конституцията през 1951 г., президентът Дуайт Айзенхауер не може да се кандидатира за поста президент отново; той е избран през 1952 и 1956 г.
През 1959 г. изглежда сякаш вицепрезидента Ричард Никсън може да се изправи срещу сериознно предизвикателство за номинацията на Републиканската партия от губернатора на Ню Йорк Нелсън Рокфелер, лидерът на либерално-умереното крило на партията. Рокфелер обаче обявява, че няма да бъде кандидат след като национална обиколка разкрива, че голямото мнозинство републиканци предпочитат Никсън.
След оттеглянето на Рокфелер, Никсън не е изправен пред значителна опозиция за републиканската номинация. На Републиканската национална конвенция в Чикаго Никсън получава огромното мнозинство от гласовете на делегатите, като консервативният сенатор Бари Голдуотър от Аризона получава 10 гласа. Никсън тогава избира бившия сенатор от Масачузетс и посланик в ООН Хенри Кабът Лодж-младши като свой кандидат за вицпрезидент. Никсън избира Лодж, защото неговите препоръки в областта на външната политика са в синхрон със стратегията на Никсън да води кампания повече върху външната, отколкото върху вътрешната политика, която според него е в полза на демократите. Никсън преди това пита Рокфелер за позицията му за поста, но губернаторът няма амбиции да бъде вицепрезидент.

## Предизборна кампания
По време на кампанията Кенеди заявява, че при Айзенхауер и републиканците страната е изостанала зад Съветския съюз в Студената война както военно, така и икономически, и че като президент той ще „задвижи отново Америка“. Никсън отговаря, че ако бъде избран ще продължи „мира и просперитета“, които Айзенхауер е донесъл на нацията през 1950-те години. Никсън също твърди, че докато нацията е ангажирана в Студената война с СССР, Кенеди е твърде млад и неопитен, за да му се повери президентството.
И Кенеди и Никсън привличат големи и ентусиазирани тълпи по време на кампанията. През август 1960 повечето проучвания дават на вицепрезидента Никсън малка преднина пред Кенеди и много политически експерти считат Никсън за фаворит. Никсън обаче е преследван от лош късмет из цялата есенна кампания. През август президентът Айзенхауер, който от дълго време е нееднозначен по отношение на Никсън, дава телевизионна пресконференция, в която репортер Чарлс Мор от списание Time споменава твърденията на Никсън, че е бил ценен вътрешен човек и съветник в администрацията. Мор пита Айзенхауер дали може да даде пример за значителна идея на Никсън, което е възприел, на което Айзенхауер отвръща „Ако ми дадете седмица, може и да измисля.“ Въпреки че и Айзенхауер и Никсън впоследствие твърдят, че Айк се е шегувал с репортера, забележката наврежда на Никсън, тъй като подрива твърдението му, че има по-голям опит във вземането на решения от Кенеди. Това се оказва толкова вредно за Никсън, че демократите превръщат заявлението на президента в телевизионна реклама, критикуваща Никсън.
На Републиканската конвенция Никсън е обещал да води кампания във всички 50 щата. Това обешание има обратен ефект, след като през август Никсън ранява коляното си във врата на кола, докато води кампания в Северна Каролина; коляното се инфектира и Никсън тряба да спре да води кампанията си за две седмици, докато инфектираното коляно е инжектирано с антибиотици. Когато напуска болницата Уолтър Рийд, Никсън отказва да изостави обещанието си да посети всеки щат; той така изразходва ценно време, посещавайки щати, които няма шанс да спечели или които имат малко електорални гласове и малко биха помогнали по време на изборите. Той например прекарва жизненоважния уикенд преди изборите в Аляска, която има само три електорални гласа, докато Кенеди води камания в големи щати като Ню Джърси, Охайо, Мичиган и Пенсилвания.

### Дебати
Ключовата повратна точка в кампанията са четирите дебата Кенеди – Никсън; те са първите президентски дебати, давани по телевизията и така привличат огромно внимание. Никсън настоява да води кампанията си до само няколко часа преди първия дебат; той не е напълно възстановен от престоя си в болница и следователно изглежда блед, болнав, с поднормено тегло и уморен. Той също отказва грим за първия дебат и в резултат на това наболата му брада ясно се вижда на чернобелите телевизори от онова време. За разлика от него Кенеди си почива, подготвя се обширно преди това, изглежда уверен и релаксиран по време на дебата. Според оценки 70 милиона зрители гледат първия дебат. Хората, които гледат дебата по телевизията, в огромното си мнозинство считат, че Кенеди е спечелил, а рдиослушателите (по-малка публика) считат че Никсън е спечелил. След края му проучванията показват, че Кенеди се придвижва от малък дефицит до малка преднина пред Никсън. През останалите три дебата Никсън възвръща теглото си, носи телевизионен грим и изглежда по-силен от първоначалния си външен вид. Около 20 млн. зрители по-малко гледат останалите три дебата обаче. Политическите наблюдатели от времето считат, че Кенеди е спечелил първия дебат, Никсън е спечелил втория и третия дебати, а четвъртият дебат, който се счита за най-силно представяне и за двамата, е равен.

### Въпроси
Ключов фактор, който наврежда на Кенеди по време на кампанията, е широкоразпространеия предразсъдък срещу католическата религия; някои протестанти вярват, че ако бъде избран за президент Кенеди ще трябва да получава заповеди от папа Йоан XXIII. Религиозният въпрос е толкова значителен, че Кенеди изнася реч пред редакторите на вестници за техния фокус върху този над други въпроси.
За да отговори на страховете сред някои протестанти, че неговия Римокатолоцизъм ще влияе на вземането на решения, Кенеди отправя обръщение към Свещеническата асоциация на Голям Хюстън на 12 септември 1960 казвайки: „Аз не съм католическият кандидат за президент. Аз съм кандидатът за президент на Демократическата партия, който също така се е случило да е католик. Аз не говоря за църквата си по обществени въпроси – и Църквата не говори за мен.“ Той обещава да уважава разделението на Църква и държава и да не позволи на католически служители да му диктуват обществената политика. Кенеди също повдига въпроса дали една четвърт от американците са предадени на второкласно гражданство, само защото са римокатолици.
Кампанията на Кенеди се възползва от случая, когато Мартин Лутер Кинг е арестуван в Джорджия, докато води марш за граждански права. Никсън отказва да бъде въвлечен в инцидента, но Кенеди се обажда на местни политически властимащи да освободят Кинг от затвора и също се обажда на бащата и съпругата на Кинг. В резултат на това бащата на Кинг подкрепя Кенеди и той получава много благоприятна гласност в черната общност. В деня на изборите Кенеди печели черния глас в много райони с голям процент и това може да е осигурило победата му в щати като Ню Джърси, Южна Каролина, Илинойс и Мисури.
И двамата кандидати спорят за икономиката и за начините да увеличат икономическия растеж и просперитет от 1950-те години и да ги направят достъпни за повече хора (особено за малцинства). Някои историци критикуват Никсън, че не е говорил достатъчно за добрата икономика по време на президентстовто на Никсън и че не се е възползвал повече от голямата популярност на Айзенхауер (която е около 60 – 65% през 1960 и в деня на изборите). С преминаването на кампанията в последните две седмици проучванията и повечето експерти предвиждат победа за Кенеди. Президентът Айзенхауер обаче, който в голяма степен отсъства от кампанията, провежда енергична обиколка за Никсън в последните 10 дни преди изборите. Подкрепата на Айзенхауер дава на Никсън силно необходим тласък и до деня на изборите проучванията показват равен резултат.

## Резултати
Изборите на 8 ноември 1960 остават една от най-известните изборни нощи в американската история. Никсън гледа резултатите от изборите от апартамента си в известния хотел Амбасадор в Лос Анджелис, а Кенеди гледа резултатите в имението Кенеди в Хаянис Порт, Масачузетс. С получаването на ранните резултати от големи северозападни и среднозападни градове като Бостън, Ню Йорк, Филаделфия, Питсбърг, Детройт и Чикаго Кенеди отваря голяма преднина в народния и електоралния глас и изглежда устремен към победа. С по-късните резултати от селски и предградни райони от Средния Запад, щатите от Скалистите планини и Тихоокеанския бряг Никсън започва стабилно да стопява разликата с Кенеди. Преди полунощ, The New York Times е излязъл със заглавие „Kennedy Elected President“ („Кенеди избран за президент“). Когато изборите отново стават твърде близки за отсъждане, управляващият редактор на Times Търнър Катлидж се надява, както си спомня в своите мемоари, че „един определен среднозападен кмет ще открадне достатъчно гласове, за да изтегли Кенеди“ и така да позволи на Times да избегне неудобното положение, че е посочил неверния победител, както Chicago Tribune е обявил че Томас Дюи е победил президента Труман преди дванадесет години.
Никсън изнася реч в около 3 ч. през нощта и намеква за отстъпване. Той намеква в тази реч, че Кенеди може да е спечелил изборите. Репортерите са объркани, защото това не е формална реч за отстъпване. Чак следобеда на 9 ноември Никсън в крайна сметка отстъпва изборите и Кенеди обявява победа. Пример за това колко близки са изборите може да бъде видян в родния щат на Никсън Калифорния; Кенеди изглежда е спечелил изборите с 37 000 гласа, когато всички избирателни секции са докладвали, но когато са преброени бюлетините на отсъстващите след седмица Никсън спечелва щата с 36 000 гласа. Подобно в Хавай изглежда, че Никсън е спечелил щата (той всъщност е обявен в негова полза рано сутринта на 9-и), но в повторно преброяване Кенеди печели със 115 гласа. В националния народен глас Кенеди побеждава Никсън със само (0,16%) – най-близката разлика в народния вот през 20 век. В Избирателната колегия, победата на Кенеди е по-голяма, като той взема 303 електорални гласа срещу 219 за Никсън (269 са необходими за победа). Общо 15 електори – 8 от Мисисипи, 6 от Алабама и 1 от Оклахома – отказват да гласуват за Кенеди или Никсън. Вместо това те дават гласовете си за сенатор Хари Бърд от Вирджиния, консвервативен демократ, въпреки че Бърд не е бил кандидат за президент. Кенеди печели 12 щата с 3% или по-малко, а Никсън печели 6 щата със същата преднина.
Кенеди е последният кандидат, спечелил президентството без да спечели Охайо и е единственият незаемащ поста през 20 век, който го е сторил. Той също става първият демократ, избран за президент, който не печели Оклахома и е един от двамата, избрани за президенти, който не е спечелил Флорида, откакто е станал щат през 1845; Бил Клинтън е другият, след като губи Флорида през 1992, макар че го печели, когато е преизбран през 1996. Ричард Никсън през 1960 е първият кандидат загубил президентски избори, но спечелил повече от половината щати, спечелвайки 26 щата. Единственият друг кандидат е Джералд Форд през 1976, който спечелва 27 щата.
Кенеди казва, че вижда предизвикателствата напред и се нуждае от подкрепата на страната, за да премине през тях. В своята победна реч той заявява: „На всички американци аз казвам, че следващите четири години ще бъдат трудни и предизвикателни години за всички нас, че върховно национално усилие ще бъде нужно, за да се придвижи тази страна безопасно през 1960-те години. Аз моля за вашата помощ и мога да ви уверя, че всяка степен на моя дух, който притежавам, ще бъде посветен на далекообхватния интерес на Съединените щати и на каузата на свободата по света.“

### Близки щати
1. Хавай, 0,06%
2. Илинойс, 0,19%
3. Мисури, 0,52%
4. Калифорния, 0,55%
5. Ню Мексико, 0,74%
6. Ню Джърси, 0,8%
7. Минесота, 1,43%
8. Делауеър, 1,64%
9. Аляска, 1,88%
10. Тексас, 2%
11. Мичиган, 2,01%
12. Невада, 2,32%
13. Пенсилвания, 2,32%
14. Вашингтон, 2,41%
15. Южна Каролина, 2,48%
16. Монтана, 2,50%
17. Мисисипи, 2,64%
18. Флорида, 3,03%
19. Уисконсин, 3,72%
20. Северна Каролина, 4,22%